# Roswitha Poppe
Roswitha Poppe (* 3. Dezember 1911 in Osnabrück; † 14. Februar 2003 in Osnabrück) war eine deutsche Kunsthistorikerin.

## Leben
Sie war Enkelin des Lehrers Carl Anton Poppe (1862–1912). Nach der Schulzeit absolvierte sie ein Studium der Kunstgeschichte an der Universität Greifswald. 1943 promovierte sie dort bei Kurt Wilhelm-Kästner mit einer Dissertation (Dr. phil.) zum Thema Das Osnabrücker Bürgerhaus bis zum Ende des 17. Jahrhunderts. 1944 trat sie in Osnabrück in den Dienst der niedersächsischen Denkmalpflege in Osnabrück. Sie beteiligte sich an archäologischen Grabungen und bauhistorischen Forschungen und veröffentlichte zahlreiche kunsthistorische Abhandlungen insbesondere über Bau- und Kunstdenkmale im Raum Osnabrück.
1999 überließ sie ihren schriftlichen Nachlass, bestehend aus handschriftlichen Aufzeichnungen, Fotografien, Plänen, Zeichnungen und Drucksachen, dem Staatsarchiv Osnabrück (Akz. 8/99).

## Ehrungen
- Niedersächsischer Verdienstorden
- Justus-Möser-Medaille der Stadt Osnabrück (1984)
- Kulturpreis des Landkreises Emsland 1985 (verliehen 1986)[3]

## Schriften (Auswahl)
- Die Schelenburg, in: Heimatkunde des Osnabrücker Landes in Einzelbeispielen. Band 8, Osnabrück 1993.
- Der Ledenhof in Osnabrück, Wenner, Osnabrück 1978, ISBN 978-3-87898-127-5
- Stift Börstel, Deutscher Kunstverlag, München 1977
- Osnabrück, Deutscher Kunstverlag, München 1972
- Die Dominikanerkirche Osnabrück, Verkehrsverein Stadt u. Land, Osnabrück 1969
- Alt-Osnabrück, Werner, Osnabrück 1966
- Der Landkreis Wittlage, seine Bau- und Kunstdenkmäler Kreisverwaltung, Wittlage 1966
- Der Haselünner Architekt Josef Niehaus, in: Osnabrücker Mitteilungen, Mitteilungen des Vereins für Geschichte und Landeskunde von Osnabrück, Band 68, 1959, S. 272–308
- Osnabrücker Hügelland, mit Hermann Poppe-Marquard, Fromm, Osnabrück 1957
- Der Altar in der Marienkirche zu Osnabrück, Meinders & Elstermann, Osnabrück 1956
- Burg- und Schlosstypen des Osnabrücker Landes, Verein für Geschichte u. Landeskunde, Osnabrück 1953
- Das Osnabrücker Bürgerhaus, Stalling, Oldenburg 1944
- Das Osnabrücker Bürgerhaus bis zum Ende des 17. Jahrhunderts, Osnabrück 1940